# Villa Litta Carini
Villa Litta Carini è un'antica villa nobiliare, risalente alla seconda metà del XVII secolo, posta nel centro abitato di Orio Litta.

## Storia

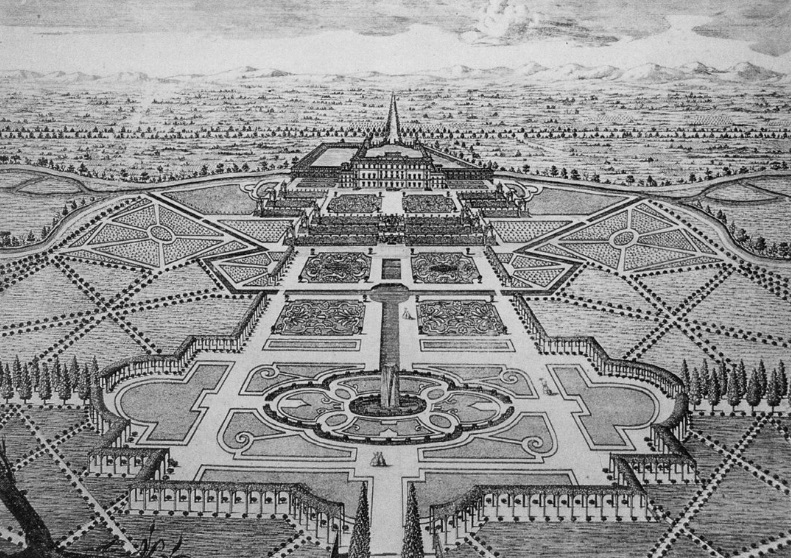
La villa con i giardini in un'incisione settecentesca di Marc'Antonio Dal Re

La villa venne fatta costruire nel suo progetto originario dal conte Antonio Cavazzi della Somaglia, VIII conte e barone della Somaglia, per esaltare la potenza della propria casata, in un'area dove possedeva diversi terreni e tenute. Il conte ne affidò il progetto all'architetto Giovanni Ruggeri. Alla sua morte nel 1688, Antonio lasciò la villa in eredità al pronipote Antonio Dati che assunse pertanto con essa il titolo di conte della Somaglia. Fu il Dati ad attuare l'ampliamento del palazzo, trasformandolo in una reggia maestosa destinata a luogo di villeggiatura e incontro di grandi personaggi della letteratura e cultura italiana settecentesca, ma non riuscì a vedere completata l'opera che venne terminata dal figlio Antonio Giovanni Battista nel 1749.
Dopo alcune generazioni che videro protagonisti in villa i membri della famiglia Cavazzi, nel 1824 la villa venne venduta all'industriale inglese Richard Holt che vi insediò una filanda. In seguito ad alcune sentenze del tribunale di Lodi, la villa venne ceduta nel 1852 dal figlio di Richard Holt alla famiglia nobile milanese Litta Visconti Arese, di cui il conte Giulio rappresentava il maggior creditore verso gli industriali inglesi.
La famiglia Litta, che ebbe un ruolo determinante nella definizione della seconda metà del toponimo dell'abitato ove sorge il complesso, Orio Litta appunto, resterà proprietaria della villa per un periodo breve ma particolarmente intenso: durante la seconda metà dell'Ottocento soggiornarono qui re Umberto I d'Italia e Giacomo Puccini. I Litta vennero ad ogni modo costretti a vendere la villa poco dopo per i gravi debiti contratti. Nel 1897 l'immobile venne acquistato da Guido Corti, passando poi nel 1930 a Federico Colombo. Durante questo periodo il complesso si deteriorò notevolmente perché venne utilizzato come allevamento di animali e come deposito per le granaglie. La villa passò infine nel 1970 alla famiglia Carini.
Attualmente viene affittata per matrimoni, convegni ed eventi. Ospita la mostra permanente di Antiquariato nei due piani della parte centrale dell'edificio.